# 6 Persei
6 Persei (6 Per) es una estrella que, pese a su denominación de Flamsteed, está encuadrada en la constelación de  Andrómeda.
De magnitud aparente +5,31, se encuentra a 212 años luz del sistema solar.

## Características
6 Persei es una gigante amarillo-anaranjada de tipo espectral G8III cuya temperatura efectiva es de 4863 ± 28 K.
Es 26 veces más luminosa que el Sol y tiene un diámetro 7 veces más grande que el diámetro solar, siendo ambos valores modestos para una estrella de sus características.
Gira lentamente sobre sí misma con una velocidad de rotación proyectada de 1 km/s.
Presenta un contenido metálico claramente inferior al solar, siendo su índice de metalicidad [Fe/H] = -0,52.
Todos los elementos evaluados son deficitarios en relación con el Sol, si bien esta diferencia es menos acusada en el caso de magnesio y calcio.

## Cinemática
6 Persei se mueve a través de la Vía Láctea con una velocidad relativa respecto al Sol de 126 km/s, cifra inusitadamente elevada, ya que, en general, la velocidad relativa de las estrellas de nuestro entorno no suele superar los 40 km/s.
Además, su órbita galáctica es sumamente excéntrica (e = 51,7), lo que hace que su distancia al centro galáctico fluctúe entre 3,1 y 9,8 kilopársecs.
6 Persei es una estrella binaria, con una compañera estelar que completa una órbita alrededor de ella cada 1650 días. Dicha órbita es muy excéntrica (e = 0,75). Nada se sabe sobre la naturaleza de la estrella acompañante.